# Proscripción
La proscripción (del Latín: proscriptio) es una identificación pública y oficial de personas u organizaciones catalogadas como enemigo público, enemigo del pueblo o enemigo del Estado. Suele incluir la pena de muerte o de destierro, y es una palabra de peso político muy fuerte. Frecuentemente, se utiliza para referirse a asesinatos o persecuciones realizados por el Estado, pero abiertamente, a diferencia de otros crímenes de Estado, que se suelen realizar con discreción o en completo secreto, justificados o no por la denominada razón de Estado. La proscripción implica la reclusión o la eliminación en masa de rivales políticos, entidades religiosas o enemigos personales, y se suele emplear en el contexto de revoluciones violentas.
Esta condena fue muy frecuente en Antigua Grecia y Antigua Roma. En la Argentina de los años 1930 (dictadura militar y gobierno conservador) se usaba el fraude electoral y se practicaba la proscripción contra los opositores al gobierno (de esta manera, los candidatos de la oposición no se presentaban a elecciones o se los perseguía).

## La proscripción en Grecia
En Atenas, hacia el año 600 antes de Cristo la proscripción de los Alcmeónidas, familia poderosa e influyente: esta no fue al principio más que un simple destierro, pues los Alcmeónidas jugaron luego un gran papel en los acontecimientos que acompañaron o siguieron a la usurpación del tirano Pisístrato y de sus hijos, hasta el año 510, en que Clístenes, jefe de esta familia, fue un momento el árbitro de Atenas pero desde el año 507. Los Alcmeónidas fueron arrojados de nuevo de Atenas y proscriptos como hombres que pertenecían a una raza sacrílega.
En Corinto, hacia el año 584, la familia de los Baquiades, que durante más de un siglo había ejercido la autoridad absoluta y de cuyo seno había nacido el tirano Periandro, fue también condenada a la proscripción. En Sicilia, después de la brillante dominación de Gelón y de sus sucesores, entre los años 481 y 486, Siracusa volvió a la democracia y esta revolución dio origen a la proscripción de los nuevos ciudadanos que Gelón había hecho venir a ella. Durante la guerra del Peloponeso hubo en Atenas proscripción bajo la tiranía de los Cuatrocientos tiranos, que duró cuatro meses, en el año 414 a. C. Ocho años después, los Treinta tiranos que Lacedemonia impuso a los atenienses proscribieron a todos los ciudadanos capaces de poner obstáculos a su despotismo. Los mismos excesos se cometieron en las ciudades sometidas a los gobernadores de Esparta. El partido lacedemonio, triunfante por todas partes, proscribía al partido ateniense. Llegó el momento en que Trasíbulo libertó a su patria de la tiranía extranjera, hizo más: publicó una amnistía que tuvo cumplimiento y esta vez se verificó la revolución sin que hubiese proscripciones ni venganzas. La ley en Atenas había previsto el caso de que un ciudadano fuese proscripto por un juicio del pueblo, lo cual se hacía con ciertas solemnidades; y el juicio que declaraba a un ciudadano enemigo de la patria ponía a precio su cabeza. Un heraldo se presentaba en los parajes públicos para dar a conocer la recompensa prometida y la suma se depositaba en la plaza pública o en el altar de alguna divinidad.

## La proscripción en Roma
En Roma, existían la proscripción civil y la política. La primera se pronunciaba a instancia de los acreedores cuando el deudor se ocultaba. Para la proscripción política bastaba fijar en el foro la lista de proscriptos sin dar ninguna explicación sobre el motivo. Famosas son las listas de proscripción de Sila, de Mario, de los triunviros, etc.
Estaba reservado a los romanos el perfeccionar y extender el odioso sistema de las proscripciones. Después de la muerte de Cayo Graco ya se habían pronunciado proscripciones en masa. La cabeza de este tribuno había sido pagada a peso de oro a Septimuleyo, que la presentó al cónsul Opimio y que para que pesase más, había llenado de plomo el cerebro. En tiempo de Sila y Mario, el primero inauguró sus numerosas proscripciones haciendo declarar enemigos públicos por el Senado a doce de sus miembros, entre los cuales estaba Mario. La venganza de este último fue terrible. De vuelta a Roma a mano armada, no se tomó el trabajo de formar listas de proscripción, sino que hizo morir a sus enemigos tumultuariamente y sin contarlos. Otro tanto hizo más tarde Sila, cuando después de haber vencido a Mitrídates VI, volvió a Roma a promover sangrientas reacciones, hasta el punto de que uno llegó a decirle que sin duda se había propuesto quedarse solo dentro de los muros de Roma. Floro, Veleyo Patérculo y Apiano dicen unánimes que él fue el autor de esa clase de condenaciones en masa y el primero también que ofreció recompensas a los que asesinaran a los proscriptos o descubriesen sus asilos conminando con penas a los que los favoreciesen o sustrajesen a su venganza. Más tarde, los triunviros Antonio, Lépido y Octavio fueron en sus proscripciones mucho más allá que sus antecesores. Fulvia, mujer de Antonio, también proscribía por su parte. Augusto, que al principio parecía tener mucha repugnancia a las listas de proscripción, fue en su ejecución el más implacable de todos los tribunos. Este odioso sistema continuó bajo la dominación de los emperadores con tanto más motivo cuanto que era un medio de enriquecerse con las confiscaciones.

## Edad Moderna
En los tiempos modernos se han registrado asimismo gran número de proscripciones, tales como: 
- la de Guillermo de Orange y sus parciales decretadas por Felipe II.
- la sangrienta jornada de la noche de San Bartolomé en París y sus consecuencias en toda Francia.
- las matanzas de los presos bajo el Terror.
- las medidas decretadas por la Revolución contra los emigrados y sospechosos.
- las purificaciones mandadas practicar por Fernando VII.[2]
- en Argentina, el peronismo, oficialmente Partido Justicialista, estuvo proscripto durante casi dos décadas, hasta 1973, con la complicidad del resto de los partidos políticos argentinos. En 1973, con la vuelta de elecciones libres, el Partido Justicialista, con Héctor J. Campora como candidato, gana las elecciones presidenciales de Argentina de marzo de 1973. Si bien fueron "elecciones libres", Juan Domingo Perón fue técnicamente proscrito por una disposición del gobierno de Alejandro Agustín Lanusse que obligaba a los candidatos a residir en Argentina, con lo cual técnicamente excluía a Perón, quien estaba viviendo en España.